# Хвойный (Красноярский край)
Хво́йный — посёлок в Уярском районе Красноярского края России. Входит в состав Балайского сельсовета.

## История
В 1976 году указом Президиума Верховного Совета РСФСР посёлок лесоучастка Тертежского леспромхоза переименован в Хвойный.

## Население
| 2010 |
| ---- |
| 0    |